# 田代久雄
田代 久雄（たしろ ひさお、1951年11月21日 - ）は日本の舞台俳優である。

## 略歴
東京都出身。都立小山台高校卒業（押井守と同期生である）。劇団四季に所属し、「ヴェローナの恋人たち」でデビュー。「ジーザス・クライスト・スーパースター」のユダ役をはじめ、ミュージカルを中心に多くの舞台を踏み、退団後も様々な分野で活躍。

## 出演作品
- ウェストサイド・ストーリー(ベルナルド)
- ジーザス・クライスト・スーパースター  (イスカリオテのユダ)
- コーラスライン
- アプローズ
- わが青春の北壁
- ジパング青春記（２０１７年の劇団わらび座作品）
- 坊っちゃん劇場 愛媛・ロシア オレンブルグ友好特別公演『誓いのコイン~ロシア兵をもてなした松山』(再演)-レオーノフ大佐
- 坊っちゃん劇場 第14弾　ミュージカル『瀬戸内工進曲』-広野